# 1350 Rosselia
1350 Rosselia (1934 TA) là một tiểu hành tinh vành đai chính được phát hiện ngày 3 tháng 10 năm 1934 bởi E. Delporte ở Uccle.
Visible ở http://www.sky-map.org with RA/DEC = 01:18:24.94 +05 08'26.8" (red filter image - Observation Date = 1987-Aug-26 10:18:00)
Visible ở http://www.sky-map.org with RA/DEC = 01:18:31.25 +05 12'39.5" (blue filter image), intersecting a satellite trail.